# Sporting Club de Bastia 2001-2002
Questa voce raccoglie le informazioni riguardanti lo Sporting Club de Bastia nelle competizioni ufficiali della stagione 2001-2002.

## Maglie e sponsor
Gli sponsor tecnici per la stagione 2001-2002 sono Uhlsport per il campionato e Adidas per le coppe. Gli sponsor ufficiali sono Nouvelles Frontières e Teddy Smith per il campionato, Lion per gli incontri di coppa di Lega e nexity per le gare di Coppa di Francia.
| Casa (prima, campionato) | Casa (seconda, campionato) | Coppa di Lega | Coppa di Francia |

## Rosa
| N. |                         | Ruolo | Calciatore             |
| -- | ----------------------- | ----- | ---------------------- |
| 1  | Francia (bandiera)      | P     | Nicolas Penneteau      |
| 2  | Francia (bandiera)      | D     | Bernard Lambourde      |
| 3  | Guinea (bandiera)       | D     | Morlaye Soumah         |
| 4  | Brasile (bandiera)      | D     | Demetrius Ferreira     |
| 5  | Francia (bandiera)      | D     | Christophe Deguerville |
| 6  | Francia (bandiera)      | C     | Lilian Nalis           |
| 7  | Francia (bandiera)      | C     | Cyril Jeunechamp       |
| 8  | Danimarca (bandiera)    | A     | Dan Petersen           |
| 9  | Francia (bandiera)      | A     | Tony Vairelles         |
| 10 | Francia (bandiera)      | C     | Fabrice Jau            |
| 11 | Francia (bandiera)      | A     | Nicolas Dieuze         |
| 12 | Francia (bandiera)      | D     | Cédric Uras            |
| 13 | Francia (bandiera)      | C     | Reynald Pedros         |
| 14 | Francia (bandiera)      | D     | Frédéric Mendy         |
| 15 | Argentina (bandiera)    | C     | Damián Manso           |
| 16 | Tunisia (bandiera)      | P     | Ali Boumnijel          |
| 17 | RD del Congo (bandiera) | C     | Franck Matingou        |

| N. |                        | Ruolo | Calciatore               |
| -- | ---------------------- | ----- | ------------------------ |
| 18 | Liberia (bandiera)     | A     | Prince Daye              |
| 19 | Francia (bandiera)     | C     | Stéphane Odet            |
| 20 | Francia (bandiera)     | C     | Pierre Deblock           |
| 21 | Francia (bandiera)     | D     | Antar Yahia              |
| 22 | Francia (bandiera)     | A     | Cyril Eboki Poh          |
| 25 | Ghana (bandiera)       | C     | Michael Essien           |
| 26 | Francia (bandiera)     | C     | Sébastien Piocelle       |
| 27 | Guinea (bandiera)      | A     | Ousmane Soumah           |
| 28 | Francia (bandiera)     | C     | Patrick Beneforti        |
| 29 | Croazia (bandiera)     | A     | Danijel Popović          |
| 30 | Francia (bandiera)     | P     | Jacques Leglib           |
| 31 | Francia (bandiera)     | P     | Fabien Audard            |
| 32 | Francia (bandiera)     | C     | Chaouki Ben Saada        |
| 35 | Ghana (bandiera)       | A     | Ishmael Addo             |
| 36 | Stati Uniti (bandiera) | D     | Greg Vanney              |
|    | Francia (bandiera)     | C     | Jean-Christophe Lamberti |

## Risultati

### Coppa di Francia
| Arbitro: | Moulin |

|                                     |           |            |
| Manso 32’, 69’ Vairelles 53’ (rig.) | Marcatori | 76’ Armand |

| Arbitro: | Garibian |

|                              |           |          |
| Vairelles 60’ Beneforti 112’ | Marcatori | 20’ Frau |

| Arbitro: | Poulat |

|                          |           |  |
| Beneforti 20’ Soumah 90’ | Marcatori |  |

| Arbitro: | Layec |

|  |           |                |
|  | Marcatori | 111’ Vairelles |

| Arbitro: | Bré |

|               |           |  |
| Vairelles 90’ | Marcatori |  |

| Arbitro: | Poulat |

|                 |           |  |
| Darcheville 41’ | Marcatori |  |

## Statistiche

### Andamento in campionato
| Giornata  | 1 | 2  | 3  | 4  | 5 | 6 | 7 | 8 | 9 | 10 | 11 | 12 | 13 | 14 | 15 | 16 | 17 | 18 | 19 | 20 | 21 | 22 | 23 | 24 | 25 | 26 | 27 | 28 | 29 | 30 | 31 | 32 | 33 | 34 |
| --------- | - | -- | -- | -- | - | - | - | - | - | -- | -- | -- | -- | -- | -- | -- | -- | -- | -- | -- | -- | -- | -- | -- | -- | -- | -- | -- | -- | -- | -- | -- | -- | -- |
| Luogo     | C | T  | C  | T  | C | T | C | T | C | T  | C  | T  | C  | T  | C  | T  | C  | C  | T  | C  | T  | C  | T  | C  | T  | C  | T  | C  | T  | C  | T  | C  | T  | C  |
| Risultato | N | P  | P  | V  | V | V | P | P | V | P  | P  | P  | V  | P  | P  | P  | V  | V  | N  | P  | N  | P  | P  | V  | N  | V  | P  | P  | N  | V  | P  | V  | P  | V  |
| Posizione | 7 | 14 | 16 | 11 | 9 | 7 | 7 | 8 | 7 | 9  | 11 | 13 | 9  | 11 | 14 | 15 | 13 | 11 | 13 | 13 | 11 | 13 | 14 | 14 | 14 | 13 | 13 | 13 | 14 | 13 | 14 | 13 | 14 | 11 |

Fonte:  France » Ligue 1 2001/2002 » Schedule, su worldfootball.net.
Legenda:

Luogo: C = Casa; T = Trasferta. Risultato: V = Vittoria; N = Pareggio; P = Sconfitta.